# Maria Carolina Gibert de Lametz
Marie Caroline Gibert de Lametz (Parigi, 18 luglio 1793 – Monaco, 25 novembre 1879) fu un'attrice teatrale francese ed in seguito principessa consorte di Florestano I di Monaco.

## Biografia

### Infanzia
Maria Carolina era figlia di Charles-Thomas Gibert de Lametz (1765 - 18??) e di sua moglie, Marie-Françoise Le Gras de Vaubercey (1766 - 1842), pronipote paterna di Thomas Gibert e di sua moglie, Françoise Moret, nonché pronipote materna di François Louis Michel Le Gras de Vaubercey e di sua moglie Gabrielle Françoise des Courtils.

### Matrimonio

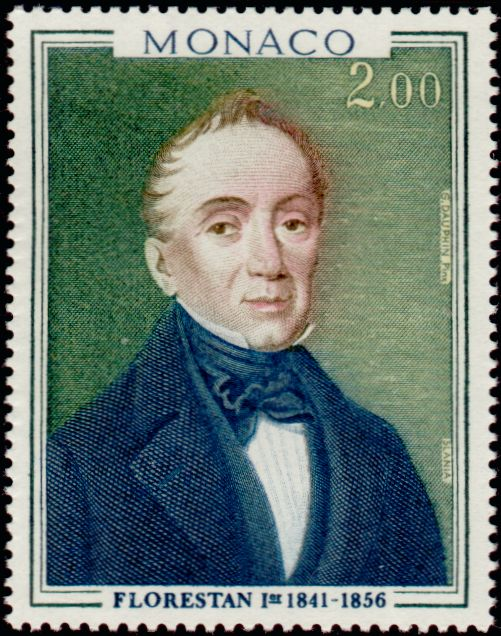
Florestano I di Monaco in un francobollo

Florestano Grimaldi conobbe la giovane quando questa era ancora un'attrice di teatro e la sposò a Commercy il 27 novembre 1816 ed ebbero due figli.

### Principessa di Monaco

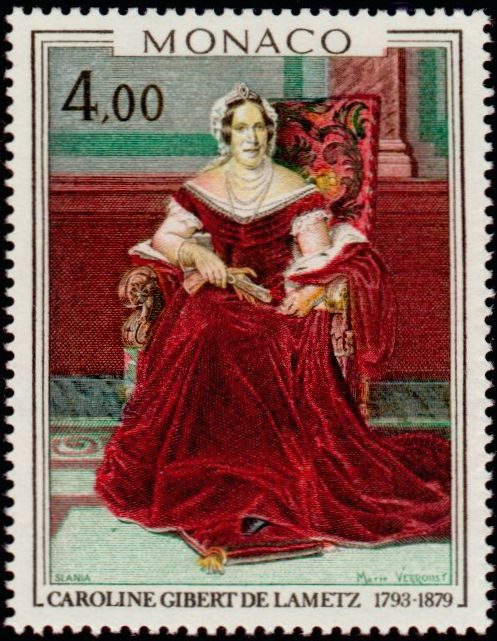
Maria Carolina, principessa di Monaco in un francobollo

Florestano salì al trono di Monaco nel 1841, ma, in quanto secondogenito, non era mai stato preparato ad assumere il ruolo di Principe e il vero potere durante il suo regno fu nelle mani di sua moglie.
Per un certo periodo Maria Carolina fu in grado di attenuare la difficile situazione economica derivante dalla nuova posizione di Monaco come protettorato del Regno di Sardegna, piuttosto che della Francia. La sovrana tentò anche di soddisfare le richieste locali per una maggiore democrazia e offrì due costituzioni alla popolazione locale, che furono respinte, in particolare dagli abitanti di Mentone.

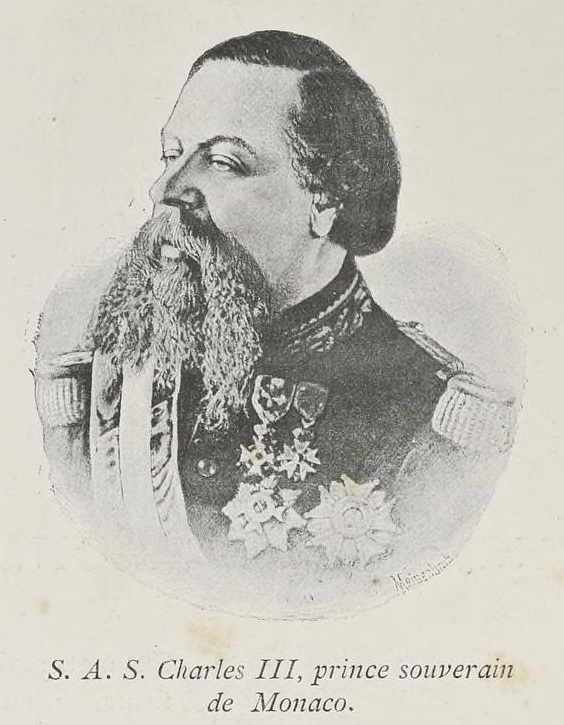
Il principe Carlo III di Monaco in una litografia d'epoca

Non in grado di gestire la difficile situazione, la Principessa convinse il marito a lasciare il governo al figlio Carlo.
Incoraggiati dagli eventi del 1848, le città di Mentone e Roccabruna si ribellarono poco dopo, e si dichiararono indipendenti. Avevano sperato di essere annesse dalla Sardegna, ma ciò non avvenne, e le città rimasero in uno stato di limbo politico fino a quando non furono finalmente cedute alla Francia nel 1861.

### Morte
La principessa Maria Carolina morì il 25 novembre 1879 a Monaco.

## Discendenza
Florestano I di Monaco e Maria Carolina ebbero due figli:
- Carlo Onorato (8 dicembre 1818 - 10 settembre 1889), futuro principe di Monaco.
- Florestina (2 ottobre 1833 - 24 aprile 1897).

## Ascendenza
|                                            |                                              |                                                                   | Genitori                                        |  |  | Nonni |  |  | Bisnonni     |  |  | Trisnonni    |  |
|                                            |                                              |                                                                   |                                                 |  |  |       |  |  | Simon Gibert |  |  | Simon Gibert |  |
|                                            |                                              |                                                                   |                                                 |  |  |       |  |  | Simon Gibert |  |  | Simon Gibert |  |
|                                            |                                              | Marthe Bourd                                                      |                                                 |  |  |       |  |  | Simon Gibert |  |  |              |  |
| Thomas Gibert                              |                                              |                                                                   |                                                 |  |  |       |  |  | Simon Gibert |  |  |              |  |
|                                            |                                              | Marie Louise Prévost                                              | Louis Prevost                                   |  |  |       |  |  |              |  |  |              |  |
|                                            |                                              | Marie Louise Prévost                                              | Louis Prevost                                   |  |  |       |  |  |              |  |  |              |  |
|                                            |                                              | Marie Louise Prévost                                              | Marie Louise Duchesne                           |  |  |       |  |  |              |  |  |              |  |
| Charles Thomas Gibert de Lametz            |                                              | Marie Louise Prévost                                              |                                                 |  |  |       |  |  |              |  |  |              |  |
|                                            |                                              | Noël Augustin Moret                                               | Daniel Moret                                    |  |  |       |  |  |              |  |  |              |  |
|                                            |                                              | Noël Augustin Moret                                               | Daniel Moret                                    |  |  |       |  |  |              |  |  |              |  |
|                                            |                                              | Noël Augustin Moret                                               | Catherine Besme                                 |  |  |       |  |  |              |  |  |              |  |
| Françoise Moret                            |                                              | Noël Augustin Moret                                               |                                                 |  |  |       |  |  |              |  |  |              |  |
|                                            |                                              | Madeleine Thérèse Galleran                                        | Claude Pierre Galleran                          |  |  |       |  |  |              |  |  |              |  |
|                                            |                                              | Madeleine Thérèse Galleran                                        | Claude Pierre Galleran                          |  |  |       |  |  |              |  |  |              |  |
|                                            |                                              | Madeleine Thérèse Galleran                                        | Marie Marguerite Merle                          |  |  |       |  |  |              |  |  |              |  |
| Maria Carolina Gibert de Lametz            |                                              | Madeleine Thérèse Galleran                                        |                                                 |  |  |       |  |  |              |  |  |              |  |
|                                            | François Edouard Michel Le Gras de Vaubercey | Antoine Le Gras, Signore di Vaubercy                              |                                                 |  |  |       |  |  |              |  |  |              |  |
|                                            | François Edouard Michel Le Gras de Vaubercey | Antoine Le Gras, Signore di Vaubercy                              |                                                 |  |  |       |  |  |              |  |  |              |  |
|                                            | François Edouard Michel Le Gras de Vaubercey | Marie Françoise de Bérulle                                        |                                                 |  |  |       |  |  |              |  |  |              |  |
| François Louis Michel Le Gras de Vaubercey | François Edouard Michel Le Gras de Vaubercey |                                                                   |                                                 |  |  |       |  |  |              |  |  |              |  |
|                                            |                                              | Louise de Lormeaux                                                | Jean Baptiste de Lormeaux, Signore di Falourdet |  |  |       |  |  |              |  |  |              |  |
|                                            |                                              | Louise de Lormeaux                                                | Jean Baptiste de Lormeaux, Signore di Falourdet |  |  |       |  |  |              |  |  |              |  |
|                                            |                                              | Louise de Lormeaux                                                | Louise de Mertrus                               |  |  |       |  |  |              |  |  |              |  |
| Marie Françoise Le Gras de Vaubercey       |                                              | Louise de Lormeaux                                                |                                                 |  |  |       |  |  |              |  |  |              |  |
|                                            |                                              | Jean Baptiste François des Courtils, Signore di Bessy-Montbertoin | Jean Baptiste des Courtils                      |  |  |       |  |  |              |  |  |              |  |
|                                            |                                              | Jean Baptiste François des Courtils, Signore di Bessy-Montbertoin | Jean Baptiste des Courtils                      |  |  |       |  |  |              |  |  |              |  |
|                                            |                                              | Jean Baptiste François des Courtils, Signore di Bessy-Montbertoin | Louise Florimonde Bouzier d'Estouilly           |  |  |       |  |  |              |  |  |              |  |
| Gabrielle Françoise des Courtils           |                                              | Jean Baptiste François des Courtils, Signore di Bessy-Montbertoin |                                                 |  |  |       |  |  |              |  |  |              |  |
|                                            |                                              | Marie Marguerite de Lafons d'Hardecourt                           | Antoine de Lafons, Signore d'Hardecourt         |  |  |       |  |  |              |  |  |              |  |
|                                            |                                              | Marie Marguerite de Lafons d'Hardecourt                           | Antoine de Lafons, Signore d'Hardecourt         |  |  |       |  |  |              |  |  |              |  |
|                                            |                                              | Marie Marguerite de Lafons d'Hardecourt                           | Anne Marguerite Batonneau                       |  |  |       |  |  |              |  |  |              |  |
|                                            |                                              | Marie Marguerite de Lafons d'Hardecourt                           |                                                 |  |  |       |  |  |              |  |  |              |  |